# Stagetillus
Stagetillus Simon, 1885 è un genere di ragni appartenente alla famiglia Salticidae.

## Caratteristiche
Le femmine hanno una lunghezza media di 6 millimetri; i maschi superano di frequente gli 8 millimetri.

## Distribuzione
Delle quattro specie oggi note di questo genere due sono endemiche di Sumatra, una della Malaysia e una dello Sri Lanka.

## Tassonomia
Considerato un sinonimo posteriore di Padillothorax Simon, 1901 a seguito di uno studio di Prószynski del 1987, con trasferimento qui anche della specie tipo.
A dicembre 2010, si compone di quattro specie:
- Stagetillus elegans (Reimoser, 1927) — Sumatra
- Stagetillus opaciceps Simon, 1885[3] — Sumatra
- Stagetillus semiostrinus (Simon, 1901) — Malaysia
- Stagetillus taprobanicus (Simon, 1902) — Sri Lanka